# Dilophus distinguendus
Dilophus distinguendus är en tvåvingeart som beskrevs av Edwards 1935. Dilophus distinguendus ingår i släktet Dilophus och familjen hårmyggor. Inga underarter finns listade i Catalogue of Life.